# Anuropodione
Anuropodione is een parasitair geslacht van pissebedden in de familie Bopyridae, en bevat de volgende soorten:
- Anuropodione amphiandra (Codreanu, Codreanu & Pike, 1966)
- Anuropodione carolinensis  Markham, 1974
- Anuropodione dubius  (Nierstrasz & Brender à Brandis, 1929)
- Anuropodione megacephalon  Markham, 1974
- Anuropodione senegalensis  Bourdon, 1967